# Otoplastia

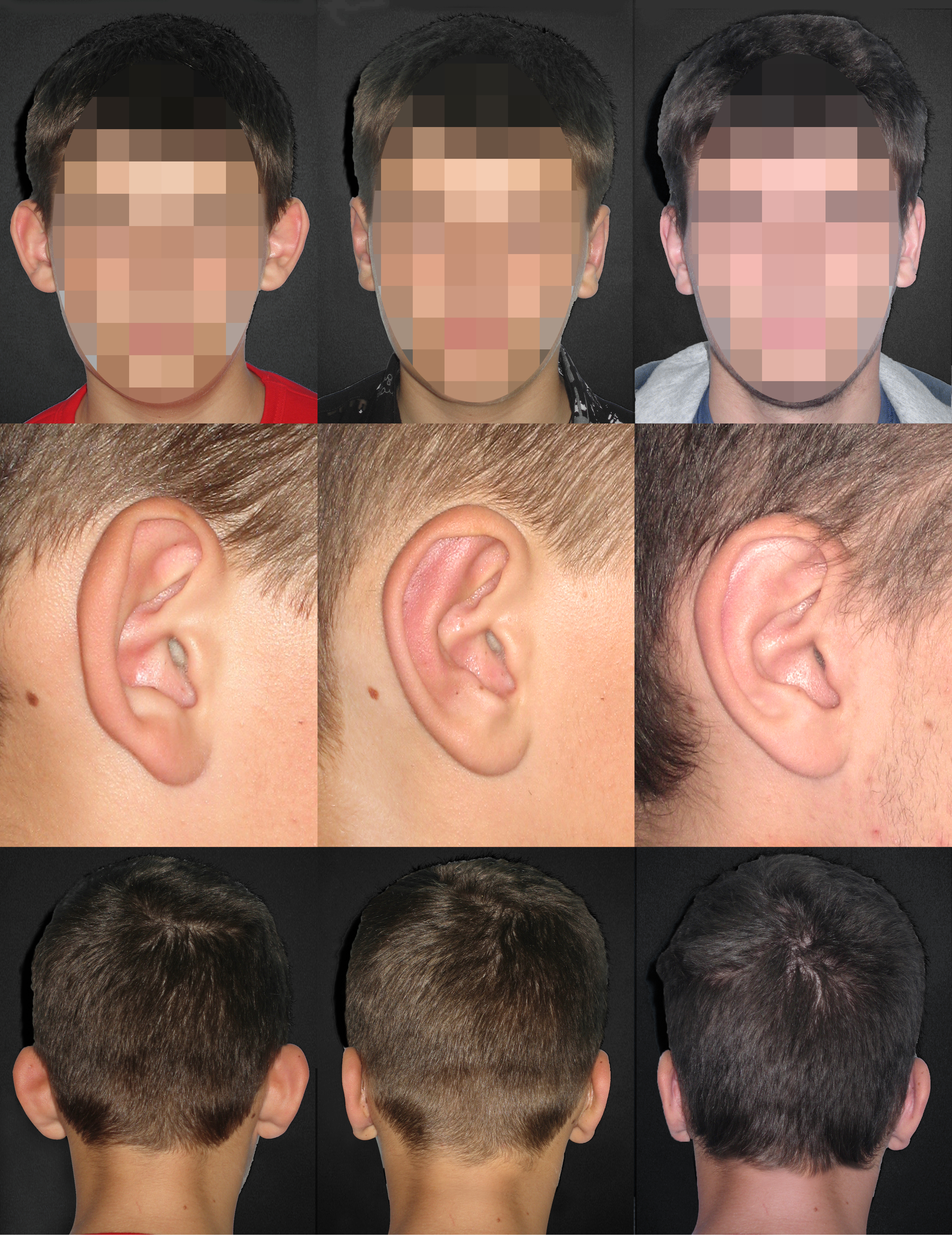
⠀⠀⠀⠀⠀

Otoplastia: técnicas e abordagens cirúrgicas para orelha em abano
De acordo com estudo realizado pelo Dr. Ronan Horta, a orelha em abano é uma deformidade congênita frequente, de caráter familiar, marcada pelo aumento dos ângulos céfalo-conchal e escafoconchal, além do desligamento da cruz posterior da anti-hélice. Embora não comprometa a função auditiva, essa condição pode causar impactos psicológicos significativos, especialmente em crianças. A cirurgia corretiva, indicada a partir de 7 anos, visa melhorar a autoestima e o bem-estar psicológico.
O estudo descreve uma técnica cirúrgica inovadora desenvolvida entre 1995 e 2015, com 65 otoplastias realizadas. A abordagem utiliza uma pinça hemostática modificada para enfraquecer a cartilagem auricular e moldar a cruz posterior da anti-hélice, resultando em maior naturalidade e menores índices de complicações. A técnica também reposiciona a incisão em uma área encoberta pela hélice, minimizando irregularidades visíveis.
Os resultados apontaram alto índice de sucesso, com apenas dois casos de recidiva parcial e um caso de cicatrização hipertrófica, sem comprometimento estético significativo. A proposta técnica destacou-se pela simplicidade, baixo custo, menor tempo cirúrgico e resultados estéticos reforçados, superando métodos tradicionais ao minimizar complicações e recidivas.
As técnicas de otoplastia, sejam estéticas ou reparadoras, podem incluir remodelação com suturas, incisões, raspagem, ou o uso de enxertos autólogos e materiais sintéticos para reconstruções mais complexas.

## Otoplastia Estética
.A cirurgia estética tem como principais objetivos diminuir a projeção das orelhas (movendo a concha auricular para trás) e reconstruir a anti-hélice. Geralmente, a incisão é feita na região posterior do pavilhão auricular, e a remodelação da cartilagem pode envolver suturas, incisões ou raspagem.

## Otoplastia Reparadora
Pode ser realizada para corrigir um defeito de nascimento, como microtia (orelha muito pequena) ou anotia (ausência de pavilhão auricular) ou melhorar uma seqüela de trauma.

### Técnicas e Materiais
- Enxertos : Utilizam materiais autólogos, como cartilagem das costelas ou enxertos dermocartilaginosos.
- Retalhos : Empregados em pequenos defeitos, com tecidos locais ou retalhos dermocartilaginosos.
- Materiais Sintéticos : Inclui silicone e polietileno para reconstruções parciais ou totais.